# Andrea Moroni
Andrea Moroni (Albino, 1500 circa – 28 aprile 1560) è stato un architetto italiano in terraferma veneta.

## Biografia
Originario di Albino, nei pressi di Bergamo, figlio di Bartolomeo e di Bertolamina Berti, Moroni discendeva da una famiglia citata già nel 1216 in un atto di giuramento di fedeltà al vescovo di Bergamo. La famiglia si dividerà in molti gruppi e il gruppo Sereni sarà quello a cui appartiene Andrea. Il ramo Sereni proseguì modificando in Mori e successivamente Moroni. Questa parte della famiglia è conosciuta per la sua tradizione edile e di tagliapietra. È cugino del ben più noto pittore Giovan Battista Moroni, suo contemporaneo. la sua formazione fu probabilmente in Venezia presso la bottega di alcuni lapicidi, non era certo abitudine del tempo tenere un ragazzo in famiglia a imparare il mestiere, era meglio se questo poteva imparare nuovi segreti di lavorazione. Uno dei primi contratti che indicano la presenza di Andrea come progettista e costruttore, è datato 6 febbraio 1528, quando con il padre sottoscrive il restauro di un maglio e una mola ad Albino.

### Esordi in Lombardia
La presenza del Moroni è indicata il 24 settembre 1524 nel  monastero di Pontida per la realizzazione del chiostro con la qualifica di lapicida: magistro Andrea filio magistri Bartolomey de Moronibus de Albino monasterii habitatore. Nell'abbazia risulta abitare e essere anche testimone negli anni dal 1521 al 1524 e nel 1527. La sua presenza è segnata nel 1526 a San Paolo d'Argon.
Le prime opere architettoniche attribuitegli si trovano a Brescia: nel periodo 1527-1532 è attestata la sua presenza nella città. Costruì un coro per il Monastero di Santa Giulia e probabilmente anche l'edificio dal quale le monache potevano assistere alla messa nella chiesa sottostante di San Salvatore. Successivamente lavorò anche alla chiesa di San Faustino, con la costruzione del chiostro grande. Sempre nel 1527 il 5 novembre si sposò con Maddalena figlia di Gio. Pietro Teutaldi de Spino di Albino dalla quale ebbe due figli: Antonio che risulta fosse morto nel 1546 e Caterina. In seconda nozze sposò la bresciana Prudenza, figlia di un certo Faustino che gli diede due figli: Scolastica e Giampaolo.
'

### Padova
Queste sue prime opere lo resero evidentemente noto nella cerchia dell'Ordine Benedettino. Di lì a poco, infatti, ottenne due altri incarichi, entrambi per chiese benedettine a Padova: Santa Maria di Praglia e la più famosa Santa Giustina. Il merito di questo salto di carriera va attribuito a Teofilo da Milano, abate di Santa Giustina che precedentemente, nel 1530, fu già abate di San Faustino.
Il maggior numero di documenti conservati attestano dettagliatamente le attività di Andrea Moroni a Santa Giustina: fu eletto proto della fabbrica la prima volta nel 1532 e il suo contratto firmato il 6 luglio, fu rinnovato ogni dieci anni fino alla sua morte.
Il suo lavoro alle chiese padovane gli permise molto presto di farsi un nome a Padova, città nella quale si insediò definitivamente. Già nel 1539 veniva nominato "proto delle fabbriche di <questa> città", vale a dire dei cantieri pubblici della città di Padova. Per conto del governo veneziano costruì il Palazzo del Podestà (conosciuto come Palazzo Moroni), e gli edifici universitari. Sicura è l'attribuzione dell'orto botanico. Per quanto riguarda il Palazzo del Bo, invece, le opinioni sono discordi: è comprovata la sua presenza del cantiere e la sua funzione di supervisore, tuttavia alcuni indugiano ad attribuirgli l'ideazione del famoso cortile interno (già attribuito a nomi molto più altisonanti, come Palladio e Sansovino) perché troppo raffinato. Per motivi stilistici gli vengono invece attribuiti la cosiddetta "Loggia" di Piazza Capitaniato e il Palazzetto cinquecentesco (di cui si sa poco o nulla).
Ebbe altri incarichi privati, tra cui palazzo Zacco e la certosa di Vigodarzere.

## Ricezione
Il suo stile attesta di una conoscenza dell'architettura "all'antica". Dopo il periodo bresciano (molto più sobrio, sicuramente anche da considerare un adattamento alle esigenze benedettine), a Padova vediamo un Moroni più ricco e manierista nella forme. Generalmente non viene considerato un artista particolarmente innovativo, di sicuro non all'altezza del suo contemporaneo Andrea Palladio. Tuttavia questi giudizi negativi andrebbero verificati in base ad un'analisi più attenta delle sue opere.
Il suo insuccesso ha sicuramente anche a che fare con l'atteggiamento del patriziato padovano nei suoi confronti: l'esempio più conosciuto è quello di Alvise Cornaro, il quale con il suo disprezzo per Moroni certo non gli rese facile lo sviluppo successivo della sua carriera.